# Division militaire du Mississippi
La division militaire du Mississippi fut une division administrative de l'United States Army durant la guerre de Sécession qui a commandé toutes les opérations militaires dans le théâtre occidental.
Cette division fut à l'origine créée par le président Abraham Lincoln pour réorganiser les troupes de l'Union dans le théâtre occidental après la défaite sérieuse de l'Union à la bataille de Chickamauga.